# Iszkeri csata
Az iszkeri csata vagy más néven a csuvasfoki, kasliki csata Jermak Tyimofejevics vezette kozákok győzelme a Szibériai Tatár Kánság serege felett 1582. november 4-én (a Julián naptár alapján október 26.) a kánsági székhely, Iszker (vagy Kaslik) mellett. Vita folyik az ütközet jelentőségéről, hogy egyáltalán tényleg hozzájárult-e Szibéria orosz meghódításához, illetve az sem tisztázott, hogy Jermak miért vezetett hadjáratot keletre. A hadjáratra valóban IV. (Rettenetes) Iván küldte, vagy orosz földbirtokosok bérelték föl, avagy önhatalmúlag döntött az akció mellett? A csatában a kozákok európai tűzfegyvereket használtak, addig a tatárok szálfegyvereket és nyilakat vetettek be ellenük, de nem biztos, hogy a győzelmüket csakis ennek köszönhették.

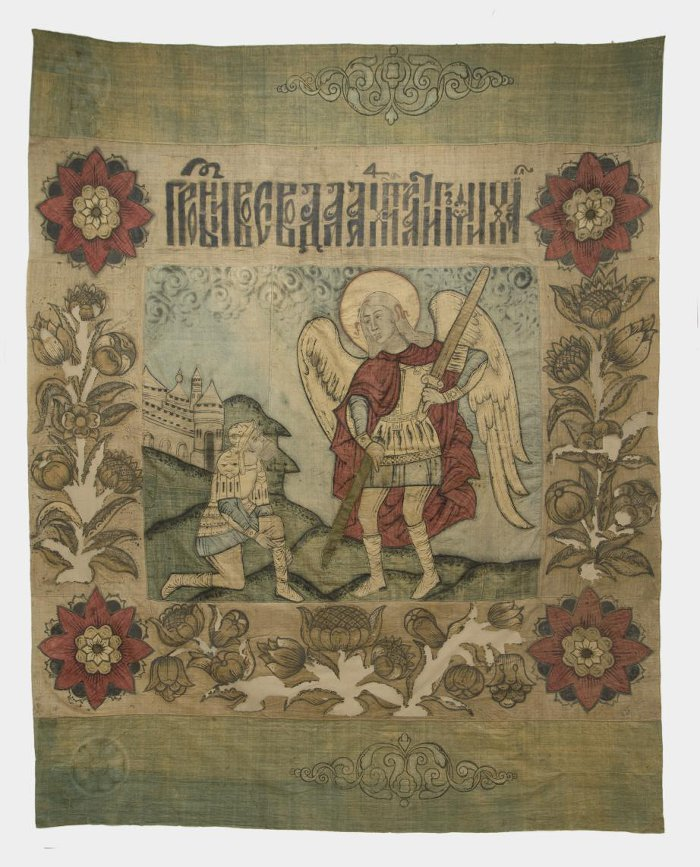
Jermak Tyimofejevics zászlója Mihály arkangyallal.

## Előzmények
Ellentmondásos források alapján Jermak és kozákjai a Sztroganov család Urál környéki birtokait védték a szibériai kánság felől jövő manysi és hanti betörésektől 1579 és 1581 között. A birtokosok, hogy elejét vegyék a további betöréseknek támadó hadjáratra ösztökélték a kozákokat, hogy törjék meg Kucsjum kánnak, Szibéria uralkodójának a hatalmát. Jermak 540 kozákkal, valamint 300 német és litván munkással, illetve néhány veterán német zsoldossal átkelt az Urálon. A kozákok és a zsoldosok tartoztak a harcoló egységekhez, ők rendelkeztek muskétákkal és pisztolyokkal, valamint ágyúkkal. A munkások utászfeladatokat láttak el, vagy a felszerelést cipelték. A Sztroganovok biztosították az expedícióhoz szükséges élelmiszert, ellátmányt, sajkákat és muníciót is.
A másik verzió szerint a moszkvai kormány küldte át Szibériába Jermakot hódítási céllal, mert nyugaton Oroszország háborút vesztett Svédország és Lengyelország-Litvánia ellenében. Másik elképzelés szerint a cári vezetés és a földbirtokosok meg akartak szabadulni Jermaktól, aki korábban sok gondot okozott nekik, mivel ő maga is rabolt és fosztogatott, akárcsak a betörő tatárok. Mindazonáltal korábban a kazanyi és asztrahányi kánságok leigázása sikeres volt orosz részről, utóbbinál még egy oszmán-török hadjáratot is visszavertek néhány évvel korábban.

## A szembenálló erők
Jermak expedíciós hadtestje hol folyón vágott keresztül az Urálon, hol pedig gyalogszerrel haladt és az emberek a hátukon cipelték a sajkákat. A csapat külön zászlókkal, többek között a Megváltót ábrázoló lobogókkal, Moszkva zászlajával, illetve Jermak címeres zászlajával vonult be Szibériába. Az Irtisz folyón haladva elérték Iszkert, Kucsjum székhelyét. A káni székhely megerősített város volt, cölöpsánccal körülvéve, de a tatárok az utóbbi években nem tartották karban a védműveket, ezért a gyenge cölöpök mellett a kozák tüzérséggel szemben komoly veszélynek volt kitéve a főváros. Kucsjum hadvezére Mametkul irányította a védelmet, a serege egyik része a folyópartot védelmezte, addig más harcosok lesállást foglaltak el a partmenti fák mögött.
Mametkul számbelileg fölényben volt Jermakkal szemben. Körülbelül 3000-3500 tatár, szamojéd, manysi és hanti lovas és gyalogos állt a rendelkezésre, akik lándzsákkal, bárdokkal, kardokkal, kerek pajzsokkal, tőrökkel, íjakkal, nyilakkal és buzogányokkal harcoltak. Jermak 540 harcoló katonájának töltött muskétái voltak, ágyúkat is szállítottak a hajóikon, ezenkívül ők is használtak szablyát, alabárdot, tőrt és pajzsot.

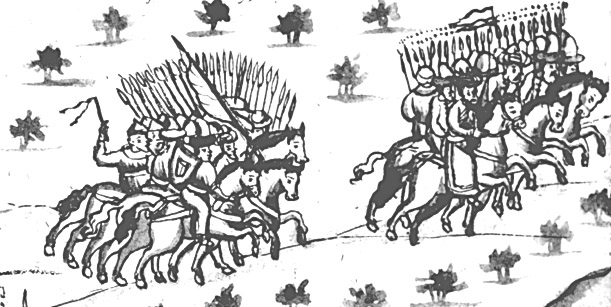
Kucsjum kán menekülése egy 17. századi orosz miniatúrán. A kép szerint a kozákok üldözik a menekülő kánt, pedig valójában nem követték őt a csata után.

## A csata
Az Irtiszen közeledő kozákok a sajkákról tüzet nyitottak a fák között rejtőző manysi és hanti harcosokra, akik nyilazással válaszoltak. A fák védelmet nyújtottak nekik, ezért a kozák puskatűz nem tett bennük sok kárt. Ezenkívül a lőfegyverek sem lepték meg túlzottan őket, az oroszországi betörések alkalmával ugyanis nem egy alkalommal kerültek szembe puskaport használó európai csapatokkal. A tatárok úgy tervezték, hogy az erdők és a cölöpök adta védelmet használják fel a kozákok tűzfegyverei ellen, s ha majd partot érnek számbeli fölényük kihasználva a folyóba szorítják őket.
A kozákok elérték a folyó szélét és partra szállták, mire Mametkul ellentámadást parancsolt embereinek. Jermak az ágyúkkal rálőtt a parti védőkre, akiket rettenetes döreje nagyon megrémített, mivel ezzel a fajta fegyverrel még nem találkoztak. A kozákok négyszög alakzatot vettek fel a parton. A négyszögek közepén a puskások tüzeltek a támadó tatárokra, akiket megtizedeltek és visszavonulásra kényszerítettek. Még ez a szokatlan harcmodor is meglepte a védőket, ezért elkezdtek teljes rendezetlenségben harcolni. A manysi és hanti harcosok hamar elmenekültek a csatából, s bár Mametkul seregének többi része folytatta a támadást és megpróbálta áttörni a kozákok négyszögét, de harcosaik közelharcba kerültek a kardokkal és alabárdokkal küzdő kozákokkal és német zsoldosokkal, akik védték a muskétások vonalát, így azok folyamatosan tüzelhettek a tatárokra. A kozákok fölénybe kerültek, míg a tatárok körében egyre nagyobb lett a zűrzavar. Mametkul utolsó ellentámadásra gyűjtötte össze maradék lovasait, hogy még egy kísérletet tegyen a kozák arcvonal megtörésére, de lövés érte és hajóval kellett, hogy elmenekítsék a csatatérről, mégis kevesen múlott, hogy a kozákok el nem fogták őt. A vezérüket vesztett maradék tatár harcosok is szétszaladtak, így a csata nyertese Jermak lett.
Kucsjum a csatát egy magaslatról figyelte, majd miután nyilvánvaló lett a veresége ő maga is elmenekült Iszkerből. De Jermak emberei nem üldözték, hanem ehelyett pihenőt tartottak Atik városában. Jermak nem tartotta elégségesnek erőit, hogy ismeretlen területen akár hosszabb ideig üldözhesse a kánt, s tartott attól, hogy másutt könnyen csapdába csalhatják. Még aznap bevonult a kozák expedíció a fővárosba és a Szibériai kánság szétesett.

## Veszteségek
A kánság harcosaiból csak pár száz fő élte túl a csatát, épp ezért fegyveres erő nélkül Kucsjum állama egyből semmivé lett.

## Következmények
Kucsjum és néhány főembere a sztyeppékre menekült, ahol megpróbálták újjá szervezni erőiket, de igen kevesen csatlakoztak hozzájuk. A kozákok tovább nyomultak előre és rövidesen elérték Kína határát, Szibériát pedig Oroszországhoz csatolták, bár ez csupáncsak az Ob és az Irtisz folyó közé eső területet jelentette. Szibéria teljes meghódítása ugyanis még hosszú időbe tellett Oroszországnak.
Jermak nem tudta kihasználni teljesen a győzelmét, mert Iván cár rövidesen meghalt, országa pedig súlyos gondokkal küszködött a livóniai háború elvesztése után. Kucsjumnak egy rajtaütés alkalmával sikerült Jermakot megsemmisítenie és az atamán is meghalt. Ennek ellenére a tatárok nem állíthatták vissza uralmukat a területen, mert rövidesen bevonultak a moszkvai kormánycsapatok, akik megteremtették a tartós orosz uralmat Szibériában. Kucsjum hadvezére Mametkul ráadásul átállt az oroszok oldalára és élete végéig Moszkva szolgálatában maradt.

## Külső hivatkozás
- «Наш православный предок» — Опись похода Ермака